# Courtney Crone
Courtney Crone (Corona, Californië, 7 maart 2001) is een Amerikaans autocoureur en voormalig motorcoureur.

## Carrière

### Vroege carrière
Crone begon haar autosportcarrière op vierjarige leeftijd in 2005 in de quarter midgets, een kleine versie van het midgetracen. Op elfjarige leeftijd begon zij in de motorsport in juniorklasses in het speedway te rijden. Zij won drie kampioenschappen in de 150cc-klasse voordat zij overstapte naar de 250cc-klasse. In 2016 won zij het jongerenkampioenschap van de Perris Auto Speedway in Perris met zes zeges. Ook was zij in 2016 de beste rookie van het jaar in de USAC Western States Midget Series en eindigde zij als vijfde in het hoofdklassement. In 2017 reed zij vier races in de USAC National Midget Series.

### Formuleracing
In 2016 debuteerde Crone in het formuleracing en behaalde zij in drie Formule Mazda-starts drie overwinningen. In 2017 ontving zij een beurs van VMB Driver Development Racing, waardoor zij deel kon nemen aan de Formula Car Challenge. Zij werd hier derde in de FormulaSPEED-klasse met dertien podiumplaatsen in veertien races. In 2018 werd zij kampioen in deze klasse. Vanwege haar prestaties werd zij uitgenodigd voor de Mazda Road to Indy Shootout, waar de winnaar een zitje in de U.S. F2000 kon winnen. Ook was zij genomineerd voor een Team USA Scholarship.
In 2019 en 2020 werd Crone uitgenodigd voor de selectieprocedure van de W Series, maar werd zij niet geselecteerd om hierin te racen. In 2019 reed zij in plaats daarvan in de Formule F voor Brad Hayes Racing, waar zij twee overwinningen en vier podiumplaatsen in vier races behaalde. Ook nam zij deel aan het laatste raceweekend van het Amerikaans Formule 4-kampioenschap voor World Speed Motorsports. In 2020 werd zij vierde in het Formula Pro USA F4 Championship met een overwinning en drie podiumplaatsen.

### Prototypes
In 2021 maakte Crone de overstap naar de prototyperacerij en debuteerde zij in de IMSA Prototype Challenge, waar zij voor Forty7 Motorsports in de LMP3-1-klasse reed. Met twee negende plaatsen op de Daytona International Speedway en Watkins Glen International werd zij, samen met haar teamgenoot Jason Rabe, achtste in de eindstand. In 2022 stapte zij over naar het team Jr III Racing, waar een vijfde plaats op Daytona haar beste race-uitslag was en zij steeg naar de zesde plaats in het klassement.
In 2023 kwam Crone uit in de IMSA VP Racing SportsCar Challenge, de vervanger van de IMSA Prototype Challenge, en keerde zij terug naar Forty7 Motorsports. Zij behaalde zes podiumfinishes: twee op Road Atlanta en een op zowel Daytona, het Canadian Tire Motorsport Park, Lime Rock Park en de Virginia International Raceway. Zodoende werd zij vierde in de eindstand. Dat jaar reed zij ook voor het eerst in Europa en nam zij deel aan vier raceweekenden van de Prototype Cup Germany voor het team Gebhardt Motorsport. Een vierde plaats op het TT-Circuit Assen was hierin haar beste resultaat.

### Sportwagens
In 2024 kwam Crone uit in twee raceweekenden van de Lamborghini Super Trofeo North America. Zij reed voor World Speed op de Sebring International Raceway en voor Forte Racing op het Circuit of the Americas.

### Terugkeer naar formuleracing
In 2024 keerde Crone terug naar het formuleracing om deel te nemen aan het raceweekend op het Miami International Autodrome van de F1 Academy als wildcardcoureur. Van tevoren nam zij op het Circuit Zandvoort al deel aan een test. Zij eindigde de races als veertiende en elfde.
In 2025 rijdt Crone het volledige seizoen in de F1 Academy bij ART Grand Prix. Zij krijgt hierbij steun van het Formule 1-team van Haas.